# Chris Binet
Christian (Chris) Binet (Sint-Agatha-Berchem, 28 mei 1937) is een Belgisch voormalig schutter.

## Levensloop
Binet nam deel aan de Olympische Zomerspelen van 1972 en 1976 in het onderdeel 'skeet'. Op de Spelen van 1976 te Montreal behaalde hij er een elfde plaats in de eindrangschikking. Vier jaar eerder te München eindigde hij op de 48e plaats.